# Tetralonia testacea
Tetralonia testacea är en biart som beskrevs av Smith 1854. Tetralonia testacea ingår i släktet Tetralonia och familjen långtungebin. Inga underarter finns listade i Catalogue of Life.